# Circondario autonomo buriato di Ust'-Orda

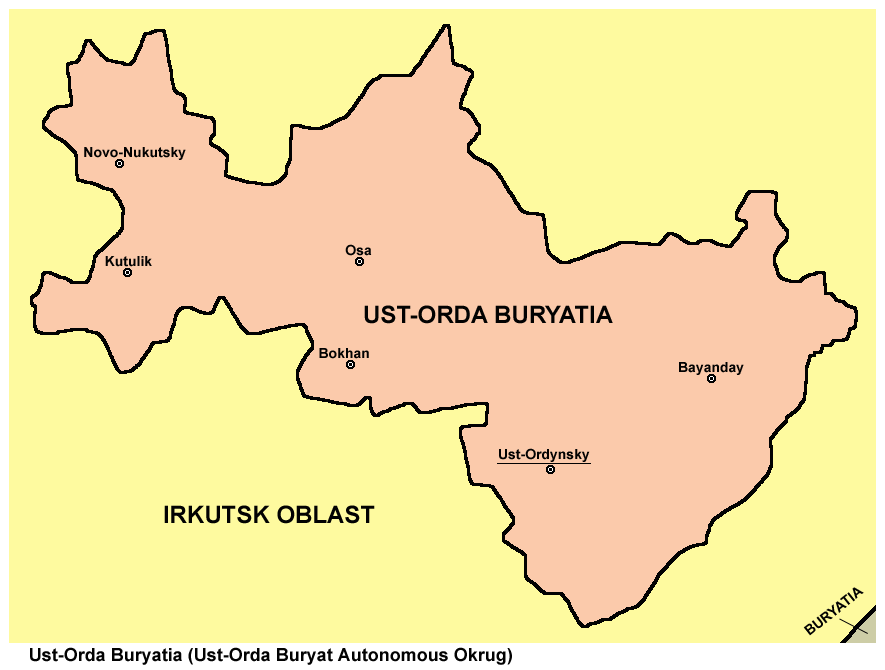

Il circondario di Ust'-Orda Buriazia (in russo Усть-Орды́нский Буря́тский о́круг?, Ustʾ-Ordýnskij Burjátskij ókrug; in buriato Ордын Адагай Буряадай тойрог, Ordyn Adagaj Burjaadaj tojrog) è un circondario (okrug) della Russia, compreso nell'oblast' di Irkutsk nella Siberia sud-orientale.
Già circondario autonomo, il 1º gennaio 2008 è stato unito all'oblast' di Irkutsk.

## Geografia fisica
Si estende su un territorio montuoso compreso tra i fiumi Lena ed Angara ed il lago Bajkal.

## Società

### Evoluzione demografica
La popolazione è dedita prevalentemente all'agricoltura ed all'allevamento. Il centro amministrativo era Ust'-Ordynskij.

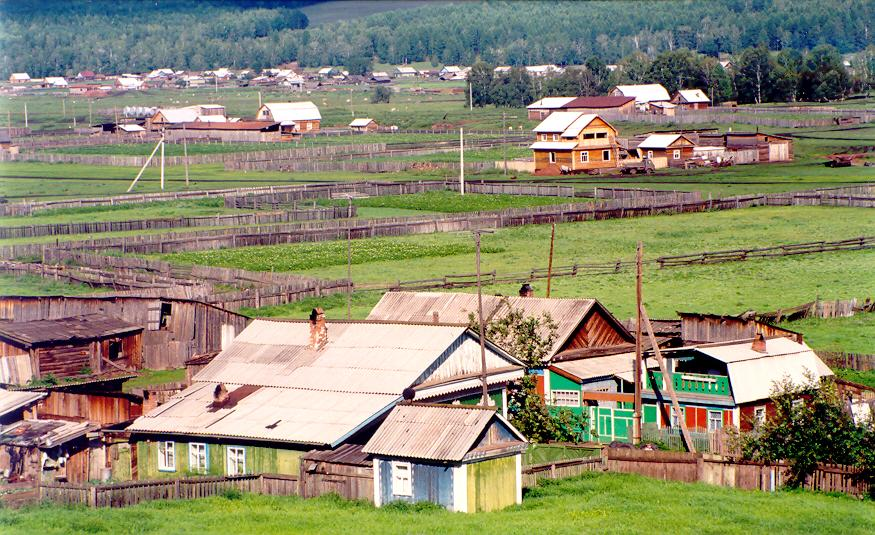
Veduta di Veršina